# Terry Driscoll
Edward Cuthbert Driscoll, detto Terry (Winthrop, 28 agosto 1947), è un ex cestista, allenatore di pallacanestro e dirigente sportivo statunitense, professionista nella NBA, nella ABA e in Italia.

## Carriera

Driscoll nel 1975-1976

Venne selezionato dai Detroit Pistons al primo giro del Draft NBA 1969 (4ª scelta assoluta).

## Palmarès

### Giocatore
- MVP NIT (1969)
- Campionato italiano: 1

Virtus Bologna: 1975-76

### Allenatore
- Campionato italiano: 2

Virtus Bologna: 1978-79, 1979-80